# Tamim bin Hamad Al Thani
El xeic Tamim bin Hamad Al Thani (àrab: تميم بن حمد بن خليفة آل ثاني, Tamīm ibn Ḥamad ibn Ḫalīfa Āl Ṯānī) (Doha, Qatar, 3 de juny de 1980) és l'emir de Qatar des del 25 de juny de 2013.
Tamim és el quart fill de l'emir Hamad bin Khalifa. Es va convertir en hereu el 2003, quan el seu germà gran, el xeic Jassim, va renunciar al seu dret al tron. Es va convertir en emir quan el seu pare va abdicar el 2013. Tamim ha participat en els esforços per elevar el perfil internacional de Qatar mitjançant l'organització d'esdeveniments esportius, així com la compra del Paris Saint-Germain FC.

## Primers anys i educació
Tamim bin Hamad va néixer el 3 de juny de 1980 a Doha, Qatar. És el quart fill del xeic Hamad bin Khalifa Al Thani, i el segon fill de la xeica Moza bint Nasser Al-Missned, la segona esposa de Hamad. Tamim va estudiar a l'escola britànica Sherborne (International College) de Dorset, i a la Harrow School, on es va presentar als exàmens A-Levels el 1997. Després va assistir a la Reial Acadèmia Militar de Sandhurst, on es va graduar el 1998.

## Conflicte arabo-israelià
Tamim bin Hamad Al Thani va anunciar el 15 de gener de 2025 que després de mesos de negociacions, el govern d'Israel i Hamàs van arribar a Doha a un acord d'alto el foc en la Guerra entre Israel i Gaza de 2023 que entraria en vigor a partir del 19 de gener. En una primera fase s'alliberarien un grup d'ostatges, prioritàriament infants, dones, ancians, malalts i ferits a canvi d'un grup de presos palestins, que no inclouria terroristes acusats per assassinat. La una segona fase començaria al cap de 16 dies d'iniciada la primera i s'hi començaria a negociar la fi del conflicte.